# Großes Hasenmaul
Das Große Hasenmaul (Noctilio leporinus) ist eine Fledermausart aus der Familie der Hasenmäuler, welche in Zentral- und Südamerika beheimatet ist.

## Beschreibung
Das Große Hasenmaul ist wie der Name besagt die größere der beiden Arten der Hasenmäuler. Die Gesamtlänge beträgt 119–127 mm, die Unterarmlänge 81,6–88,1 mm, wobei die Männchen größer sind als die Weibchen. Die Wangen bilden im Maul durch den ausgeweiteten Backenmuskel (Musculus buccinator) eine Art Tasche, welche auch beim Kleinen Hasenmaul (Noctilio albiventris) vorhanden ist. Die Ohren sind schmal und spitz zulaufend, der Tragus besitzt fingerartige Auswüchse. Die Füße sind stark vergrößert (32–34 mm), der Calcar ist lang und knochenartig und die Krallen lang und robust. Das Fell ist extrem kurz, wobei die Farbe zwischen einem blassen Orange über braun zu grau variiert. Ein deutlicher, heller Streifen verläuft vom Kopf über den Rücken. Das Bauchfell ist meist weißlich bis hell orange.

## Lebensweise
Das Große Hasenmaul ist wie die meisten anderen Fledermäuse nachtaktiv. Die Hauptaktivitätszeit unterscheidet sich von der des Kleinen Hasenmauls, welches zwei durch eine lange Pause getrennte Aktivitätsperioden hat. Das Große Hasenmaul jedoch ist durch die ganze Nacht hindurch aktiv, was die Koexistenz der beiden Schwesterarten durch Vermeidung von Nahrungskonkurrenz ermöglicht.

### Ernährungsweise
Das Große Hasenmaul ernährt sich primär von Fischen. Die stark verlängerten Füße dienen dabei als eine Art Rechen, mit denen die Fledermaus im Flug die Wasseroberfläche von Seen, großen Flüssen und Buchten durchkämmt. Befindet sich die Beute nahe genug an der Wasseroberfläche, so kann das Große Hasenmaul sie auch mithilfe von Echoortungsrufen entdecken und gezielt aus dem Wasser fischen. Gefangene Fische werden kurz gekaut und in die Backentasche verfrachtet. Nebst Fischen frisst das Große Hasenmaul jedoch besonders während der Regenzeit auch Insekten, welche es von der Wasseroberfläche aufsammelt. Ein ähnliches Verhalten wurde bei anderen Fledermausarten wie der Schwesterart, dem Kleinen Hasenmaul, sowie Myotis vivesi bekannt. Man geht davon aus, dass sich die fischfressende Lebensart des großen Hasenmauls aus der Jagd nach Insekten auf der Wasseroberfläche entwickelt hat. Tatsächlich zeigen molekulargenetische Analysen, dass sich das große Hasenmaul vor etwa 0,28–0,7 Millionen Jahren aus einer Art entwickelte, die dem Kleinen Hasenmaul ähnlich sah.

### Echoortung
Die Echoortungsrufe des Großen Hasenmauls bewegen sich zwischen 60 und 50 kHz und sind somit für das menschliche Ohr nicht hörbar. Pro Sekunde werden während der Jagd bis zu 200 Echoortungsrufe ausgestoßen, welche jeweils 8 ms lang andauern. Dabei erreichen die Rufe eine Lautstärke von über 137 dB, was in etwa der eines Düsenflugzeugs in 100 m Entfernung entspricht.

### Sozialstruktur
Tagsüber hängen Große Hasenmäuler in Kolonien von meist mehreren hundert Tieren größtenteils in hohlen Bäumen wie dem Kapokbaum (Ceiba pentandra), der Roten Mangrove (Rhizophora mangle) und dem Balatabaum (Manilkara bidentata). Die einzige Fledermausart, die zusammen mit dem Großen Hasenmaul in solchen Baumhöhlen gefunden wurde, ist der Gemeine Vampir (Desmodus rotundus). In Küstennähe nutzt das Große Hasenmaul auch Brandungshöhlen, in denen gelegentlich andere Fledermausarten leben wie Mormoops megalophylla, Glossophaga soricina, die Brillenblattnase (Carollia perspicillata) und der Gemeine Vampir. Weibchen des Großen Hasenmauls bleiben zusammen in einer Gruppe, wobei sie sich gegenseitig mit einem Sekret markieren, indem sie den Kopf unter den Flügel anderer Weibchen reiben. Es wurde auch beobachtet, dass Weibchen aus einer Kolonie zusammen jagen. Männchen hängen meist getrennt von den Weibchen, mit Ausnahme von territorialen Männchen, welche meistens mehr als zwei Reproduktionssaisons mit den Weibchen verbringen. Das Große Hasenmaul scheint somit eine polygyne Sozialstruktur zu haben.

### Fortpflanzung
Über die Fortpflanzung des Großen Hasenmauls ist nur wenig bekannt. Die Weibchen gebären pro Jahr jeweils ein einziges Jungtier. Tragende Weibchen wurden zwischen Dezember und April, sowie im Juli und August beobachtet, Geburten zwischen Februar und Oktober. Die Paarung findet im Herbst und Winter statt. Die Männchen besitzen taschenartige Hautlappen rund um das Skrotum, welche einen moschusartigen Geruch verströmen, der wahrscheinlich eine Rolle bei der Balz spielt.

## Verbreitung und Lebensraum
Das Große Hasenmaul kommt von Mexiko bis Norden Argentiniens sowie auf den Großen und Kleinen Antillen vor. Die Art wird von der IUCN als ungefährdet eingestuft.